# Щенникова Анжеліка Геннадіївна
Ще́нникова Анжелі́ка Генна́діївна (*2 лютого 1969, місто Іжевськ) — радянська спортсменка зі спортивної гімнастики, майстер спорту, неодноразова переможниця міжнародних та національних змагань.
Закінчила УдДУ в 1991 році. Тренери — заслужені тренера РРФСР Г. М. Сазонова та В. В. Печонкіна.

### Досягнення
- Призер Кубка СРСР в складі збірної ЦС «Зеніт» (1983)
- Переможниця Кубка «Тюніті» (Японія, 1984)
- Чемпіон СРСР в складі збірної РРФСР (1985)
- Переможниця Кубка «Гран-Прі» (Італія, 1986)
- Чемпіон Всесвітньої студентської універсіади в складі збірної СРСР (1987)